# Bandigani, Jamkhandi
Bandigani là một làng thuộc tehsil Jamkhandi, huyện Bagalkot, bang Karnataka, Ấn Độ.